# Szürkés hangyaboglárka
A szürkés hangyaboglárka (Phengaris alcon) életmódja miatt került a védett állatok listájára, szerepel az NBMR Programban és a vörös listán is.

## Elterjedése
Európa nagy részén megtalálható, ám nyugat felé több helyen eltűnt már. Brit-szigetekről hiányzik, de Dél-Skandináviában megtalálható. Délnyugat-szibériai faunaelem. Magyarország egész területén előfordul szórványosan, de léteznek nagyobb egyedszámú stabil populációi is.

## Élőhelye
Két ökotípus ismert Magyarországon, a lápréti és az üde hegyvidéki rétekhez kötődők, azaz a nedvesebb, nyíltabb élőhelyeket kedveli. Láp-és mocsárrétek faja, tápnövénye, a kornistárnics előfordulása miatt.

## Megjelenése
Az elülső szárny 17–19 mm. A nőstényeké szélesebb, barna színű, a hímeké kék. Mindkettőjük szárnyát szürke rojtok, és fehéres peremű fekete foltocskák díszítik. A többi hangyaboglárkától a fajt ezeknek a pontoknak a kérdőjel formában való elhelyezkedése különbözteti meg.
Az állat mérete 29–33 mm.

## Életmódja
Szaporodásukhoz nem csupán a már említett kornistárnics elengedhetetlen, de hangyákra is szükségük van. A szürkés hangyaboglárka ugyanis petéit a növény virágzatába rejti, majd ezek lárvastádiumuk vége felé kirágják magukat és a földre pottyannak. A földön a hernyókat hangyadolgozók a fészkükbe viszik, és ott felnevelik (a hernyók hangyalárvaként, úgymond „kakukkfiókaként” viselkednek, lényegében tehát fészekparaziták). A bebábozódásuk is a hangyabolyban történik meg. Rajzásuk július-augusztus határán éri el a csúcsot.